# Дьяконица (река)
Дьяконица — река в России, протекает по Вилегодскому району Архангельской области. Длина реки составляет 31 км. Площадь водосборного бассейна — 122 км².

## География и гидрология
Устье реки находится в 72 км по правому берегу реки Виледь, высота устья 65 метров над уровнем моря, высота истока выше 131 м над уровнем моря он находится в 4 км к северо-востоку от урочища Стража. В реку впадают притоки: Фёдорока и Боршовик.

## Данные водного реестра
По данным государственного водного реестра России относится к Двинско-Печорскому бассейновому округу, водохозяйственный участок реки — Вычегда от города Сыктывкар и до устья, речной подбассейн реки — Вычегда. Речной бассейн реки — Северная Двина.
Код объекта в государственном водном реестре — 03020200212103000024860.